# تیون وین
دنیس جونیور اودونو (انگلیسی: Dennis Junior Odunwo؛ زادهٔ ۱ سپتامبر ۱۹۹۲)، که با نام مستعار تیون وین (انگلیسی: Tion Wayne) شناخته می‌شود، رپر و دی جی نیجریه‌ای بریتانیایی از ادمونتون، لندن است.

## اوایل زندگی
دنیس جونیور اودونو در ادمونتون در بخش انفیلد، شمال لندن به دنیا آمد. پدر و مادر او اهل نیجریه هستند. مادر وی پرستار و پدرش مهندس کامپیوتر بودند.

## حرفه
اودونو در سال ۲۰۱۰ پس از انتشار چند ویدیو در یوتیوب شروع به ساختن نام خود در صحنه موسیقی کرد. در سال ۲۰۱۴، او اولین میکس‌تپ خود را با عنوان دنیای وین منتشر کرد. تک آهنگ او «eisha & Becky» با همکاری راس میلیونز نیز به رتبه ۱۰ برتر بریتانیا رسید و در رتبه هفتم قرار گرفت. در سال ۲۰۲۱، تیون ترانهٔ «بدن» را منتشر کرد که دومین همکاری با راس میلیونز بود. این آهنگ در چارت تک‌آهنگ‌های بریتانیا رتبه ۱ را به خود اختصاص داد و به اولین آهنگ یوکی دریل تبدیل شد که در رتبه اول جدول قرار گرفت. در ماه مه ۲۰۲۳، تیون وین به محل سکونت خواننده رپ فقید سیدهو موسه والا در روستایی در پنجاب، هند رفت. او همچنین به احترام پدر و مادرش رفت و موزیک ویدیوی آهنگ «شفا» را ساخت. تیون وین و موسه‌والا قبلاً در آهنگ «Celebrity Killer» در سال ۲۰۲۱ با یکدیگر همکاری کردند

## حواشی
در ۴ مارس ۲۰۱۷، اودونو در جریان یک نزاع در نزدیکی یک کلوپ شبانه در کلیفتون، بریستول درگیر شد؛ در این درگیری بیش از ۱۰۰ نفر شرکت داشتند. اودونو به همراه سه مرد دیگر در ۹ نوامبر در دادگاه محکوم شدند. اودونو به مدت ۱۶ ماه زندانی شد. در ۱۷ نوامبر ۲۰۲۰، اودونو در یک پرواز از دبی به لندن با خواننده رپ به‌نام هیدی وان درگیر شد که در آن موریسون، رپر، سعی کرد مدت کوتاهی پس از سوار شدن به هواپیما آن‌ها را از هم جدا کند.